# Xabier López-Arostegui
Xabier López-Arostegui Eskauriaza (Getxo, Biscaia, País Basc, 19 de maig de 1997) és un jugador de bàsquet basc que juga al Club Joventut Badalona. Amb una alçada de 2,00 m, la seva posició en la pista és la d'aler.

## Carrera esportiva
López-Arostegui va començar a jugar a les categories inferiors del CB Getxo, arribant el 2011 a la disciplina del Club Joventut Badalona per jugar amb l'equip cadet. Va ser un dels homes més destacats en la Final a Quatre del Campionat de Catalunya Júnior en la qual el FIATC Joventut es va proclamar campió després de vèncer a la final el CB l'Hospitalet. L'any 2014, sent jugador del júnior verd-i-negre, debuta a la Lliga LEB Or amb el CB Prat, vinculat de la Penya. L'any 2015, és cedit al CB Prat on alterna la Lliga LEB Or amb el primer equip ACB del Club Joventut de Badalona. Va debutar amb el primer equip de la Penya el dia 11 de maig de 2017, a Madrid, en un partit de lliga amb el Reial Madrid al WiZink Center.
En maig de 2017 signa el seu primer contracte professional, que el lliga al club badaloní fins a la temporada 2018-19. La temporada 2017-18 va passar a formar part de la plantilla del primer equip, sota les ordres de Diego Ocampo primer, i Carles Duran després. En aquesta temporada a la Penya va formar part del millor quintet jove de la Lliga Endesa 2017-18, elaborat amb vots de jugadors, tècnics, aficionats i mitjans de comunicació. A començaments de la temporada 2018-19 va renovar el seu contracte amb la Penya fins l'estiu del 2022, tornant a formar part del millor quintet jove de la lliga per segon any consecutiu. L'estiu de 2021 rescindeix el contracte amb la Penya i fitxa el València Basket.

### Selecció espanyola
López-Arostegui va fer el seu debut internacional amb la selecció espanyola sub16 a l'europeu de Kíev de l'any 2013, on va aconseguir la medalla d'or. També va disputar el mundial sub17 a Dubai l'any 2014, el Mundial sub19 a Creta i l'europeu sub18 a Volos el 2015, i l'europeu sub20 novament a Creta l'any 2017. El mes de novembre d'aquell any va ser convocat per primera vegada amb la selecció espanyola absoluta per disputar un dels partits de la fase de classificació per a la Copa del Món 2019, per no va debutar amb el primer equip fins al 22 de febrer de 2019, en un partit també de classificació, davant Letònia.

## Estadístiques

### Lliga ACB
| Any       | Equip     | PJ | 5i | Min  | %2P  | %3P  | %TL  | Reb | Ass | Rec | Tap | Punts | Val |
| --------- | --------- | -- | -- | ---- | ---- | ---- | ---- | --- | --- | --- | --- | ----- | --- |
| 2016-17   | Joventut  | 1  | 0  | 15   | 33   | 0    | 0    | 5   | 0   | 1   | 0   | 2     | 2   |
| 2017-18   | Joventut  | 32 | 9  | 14.9 | 49   | 38   | 66   | 3.1 | 0.7 | 0.6 | 0   | 5.8   | 5.7 |
| 2018-19   | Joventut  | 33 | 18 | 18,4 | 43   | 38   | 87   | 2,6 | 0,7 | 0,8 | 0   | 5,3   | 5,5 |
| Total ACB | Total ACB | 66 | 27 | 16,6 | 45,7 | 37,6 | 74,7 | 2,9 | 0,7 | 0,7 | 0   | 5,5   | 5,5 |

### Play-off
| Any     | Equip    | PJ | 5i | Min  | %2P | %3P | %TL | Reb | Ass | Rec | Tap | Punts | Val |
| ------- | -------- | -- | -- | ---- | --- | --- | --- | --- | --- | --- | --- | ----- | --- |
| 2018-19 | Joventut | 2  | 2  | 26,5 | 42  | 50  | 67  | 4   | 2   | 0,5 | 0   | 12    | 11  |